# Tetrosomus
Tetrosomus is een geslacht van straalvinnige vissen uit de familie van de koffervissen (Ostraciidae). De wetenschappelijke naam van het geslacht werd in 1839 voor het eerst geldig gepubliceerd door William Swainson. De typesoort van het geslacht is Ostracion turritus Forsskål, 1775 (= Tetrosomus gibbosus).

## Synoniemen
- Triorus Jordan & Hubbs, 1925[3]
  - typesoort: Lactophrys tritropis Snyder, 1911 = Tetrosomus reipublicae

## Soorten
- Tetrosomus concatenatus (Bloch, 1785)
- Tetrosomus gibbosus (Linnaeus, 1758)
- Tetrosomus reipublicae (Whitley, 1930)
- Tetrosomus stellifer (Bloch & Schneider, 1801)
  - Tetrosomus reipublicae (Ogilby, 1913), nom. nud. = Tetrosomus reipublicae (Whitley, 1930)
  - Tetrosomus tritropis (Snyder, 1911) = Tetrosomus concatenatus